# Siteki
Siteki ili Stegi grad je na istoku Esvatinija, sjedište okruga Lubombo. Leži na oko 650 mnm, 25 km od granice s Mozambikom. Zbog loših uvjeta života, područje je često pogođeno malarijom i kolerom.
Siteki je 1997. imao 4.157, a po procjeni iz 2013. 6.681 stanovnika.